# Lunas (álbum)
Lunas es el nombre del cuarto álbum de estudio del cantante venezolano de pop Yordano, Fue publicado por Sonografica en 1988.

## Lista de temas
01- A La Hora Que Sea 3:29
02- No Tengo Palabras 4:31
03- Medialuna 4:42
04- Locos De Amor 4:05
05- Y Así Te Vas 3:52
06- Plomo y Gris 4:00
07- Hoy Todo Vuela 4:00
08- Queriendo 2:49
09- Promesas De Hotel 3:50
10- En Un Beso la Vida 2:49 (versión del tema interpretado por Orlando Contreras)
11- Lo Que Paso, Paso 5:10